# 地声
地声（じごえ）とは、声帯から生成される声のうち、平常の会話で使用される声区（地声区）で生成される発声を指す概念。地声は表声ともいい、裏声に対する語である。

## 特徴
平常時の咽頭がリラックスした状態での発声で、地声を発する地声区は胸声区とも呼ばれており、日常会話などで用いている声である。
発声を発声法により細かく分類すると、チェストボイス、ミドルボイス、ヘッドボイス、ファルセットに分類されるが、甲状披裂筋を使用して発声するチェストボイスがこれに当たる。甲状披裂筋を使用して発声するチェストボイス（表声、地声）の対極にあるのが輪状甲状筋を使用して発声するファルセット（裏声）で、その中間のミドルボイスやヘッドボイスがミックスボイスにあたる。